# EMD MP15DC
L'EMD MP15, parfois référencé MP15DC est une locomotive de manœuvres de diesel-électrique produite par la division Electro-Motive Diesel (EMD) de General Motors, entre 1974-1980. Il est équipé d'un moteur à compresseur Roots. Sa longueur est de 47,8 pieds (14,6 mètres) ou de 48,8 pieds (14,9 mètres) selon la date de construction. 
Les premiers MP15 et le SW1500 étaient similaires en apparence et en applications. Ils étaient équipés du même moteur (un V12 EMD 12-645E) avec une apparence similaire. La principale différence réside dans les bogies Blomberg B pour les MP15. 

## Développement
Les locomotives de manœuvre jusqu'au SW1500 étaient des locomotives de manœuvre répondant au type A dans la nomenclature de l'Association of American Railroads de type A ou des machines équipées de bogies légers type Flexicoil, tous deux dotés d'un empattement de 96 po (2 438 mm). En 1973, 60 SW1504 sont construits pour les chemins de fer mexicains, sur un châssis légèrement plus long, permettant l'utilisation de bogies Blomberg B proposés par EMD, avec un 108 po (2 743 mm) empattement. Aux yeux d'EMD (entre autres), cette locomotive pouvait être considérée comme un road switcher plutôt qu'une simple locomotive de manœuvres, car elle était capable de vitesses sur route allant jusqu'à 60 miles/heure (97 km/h) ou plus. Le nouveau modèle de MP15DC ainsi signifié Multi- Purpose, 15 00 horsepower, générateur DC (locomotive multi-service de 1500 hp avec générateur à courant continu). À l'origine, la locomotive était simplement désignée MP15 ; l'arrivée de l'alternateur / redresseur MP15AC en 1975 a amené au changement du nom.
Le succès du MP15 entraîne une demande pour un modèle avec un système d'entraînement à courant alternatif (AC) avancé. Le MP15AC remplace le générateur courant continu du MP15DC par un alternateur produisant une alimentation en courant anternatif qui est convertie en courant continu pour les moteurs de traction avec un redresseur au silicium. Le MP15AC est de 1,5 pi (457 mm) plus long qu'un MP15DC, l'espace supplémentaire étant nécessaire pour l'équipement du redresseur. La combinaison alternateur-redresseur est plus fiable qu'un générateur, et cet équipement est devenu la norme pour les nouvelles conceptions de locomotives diesel-électriques.
Le MP15AC se distingue facilement des modèles DC. Au lieu de l'admission de radiateur montée à l'avant et du ventilateur entraîné par courroie utilisés sur tous les commutateurs EMD précédents, ceux-ci ont des entrées sur les côtés avant inférieurs et des ventilateurs électriques. Les prises latérales permettent à la locomotive d'absorber de l'air plus frais, et les ventilateurs électriques améliorent le sérieux problème de fiabilité rencontré dans ses machines DC anciennes,,.

## Moteur
Le MP15 utilisait une version 12 cylindres du moteur de la série 645E développant 1500 ch à 900 tr/min. Introduit dans le SW1500, c'est un moteur en V à deux temps , les chambres, disposées à 45 degrés, ayant un alésage de 9 1⁄16 pouces pour une course de 10 pouces course, soit un total de 645 pouces-cubes de cylindrée par cylindre. La série 645, introduite en 1966, était le moteur standard d'EMD dans les années 1980,.

## Biographie
- Peignes, John. (2006) Liste des locomotives de l'Alaska Railroad . Récupéré le 14 mai 2006
- Groupe de locomotives ferroviaires GATX. Page de spécification MP15DC . Récupéré le 5 avril 2005.
- Hayden, Bob (Ed.), Model Railroader Cyclopedia-Volume 2: Diesel Locomotives, Kalmbach Books, 1980 (ISBN 0-89024-547-9)
- Strack, Don. (2004) Quantités du modèle de locomotive de l'Union Pacific Railroad - Tous les temps (1934–2002) . Récupéré le 6 avril 2005.